# Opegrapha longissima
Opegrapha longissima är en lavart som beskrevs av Müll. Arg. Opegrapha longissima ingår i släktet Opegrapha och familjen Roccellaceae.   Inga underarter finns listade i Catalogue of Life.